# Istenszülő oltalma templom (Rózsák tere)
Az Istenszülő oltalma templom, a köznyelvben Rózsák terei görögkatolikus templom – megkülönböztetendő a közvetlen szomszédságában fekvő nagy római katolikus templomtól – Budapest VII. kerületében elhelyezkedő volt római katolikus, ma görögkatolikus templom és plébánia.

## Története
Az épület eredetileg Erzsébetváros plébániatemplomának épült Czigler Győző tervei szerint eklektikus stílusban 1881-ben. Miután a tér közepén a nagy templom felépült, 1905-ben átadták a görögkatolikus egyháznak, ezzel megnyílt a főváros első görögkatolikus temploma, Roskovics Ignác ikonosztázával.
A templom két oldalán lévő apró telekrészen 1929-re épült meg a mai parókiaépület. A templomot ekkor kezdték a görögkatolikus ízlés szerint átalakítani: a belső falképek Petrasovszky Emánuel és Takács István munkájaként 1932-re, a faoltárt felváltó kőoltár 1933-ra készült el.

## Galéria

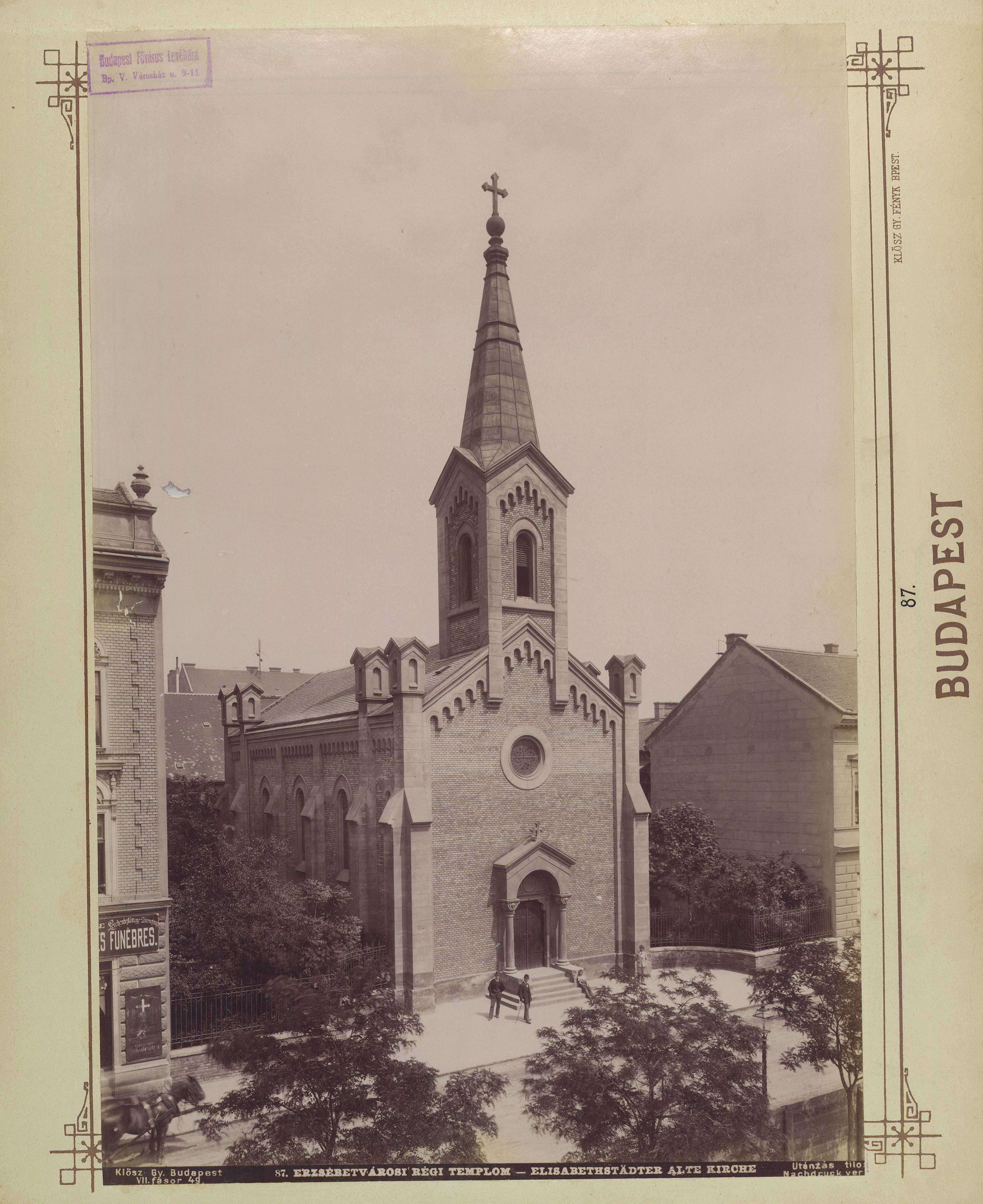
A templom 1894 körül
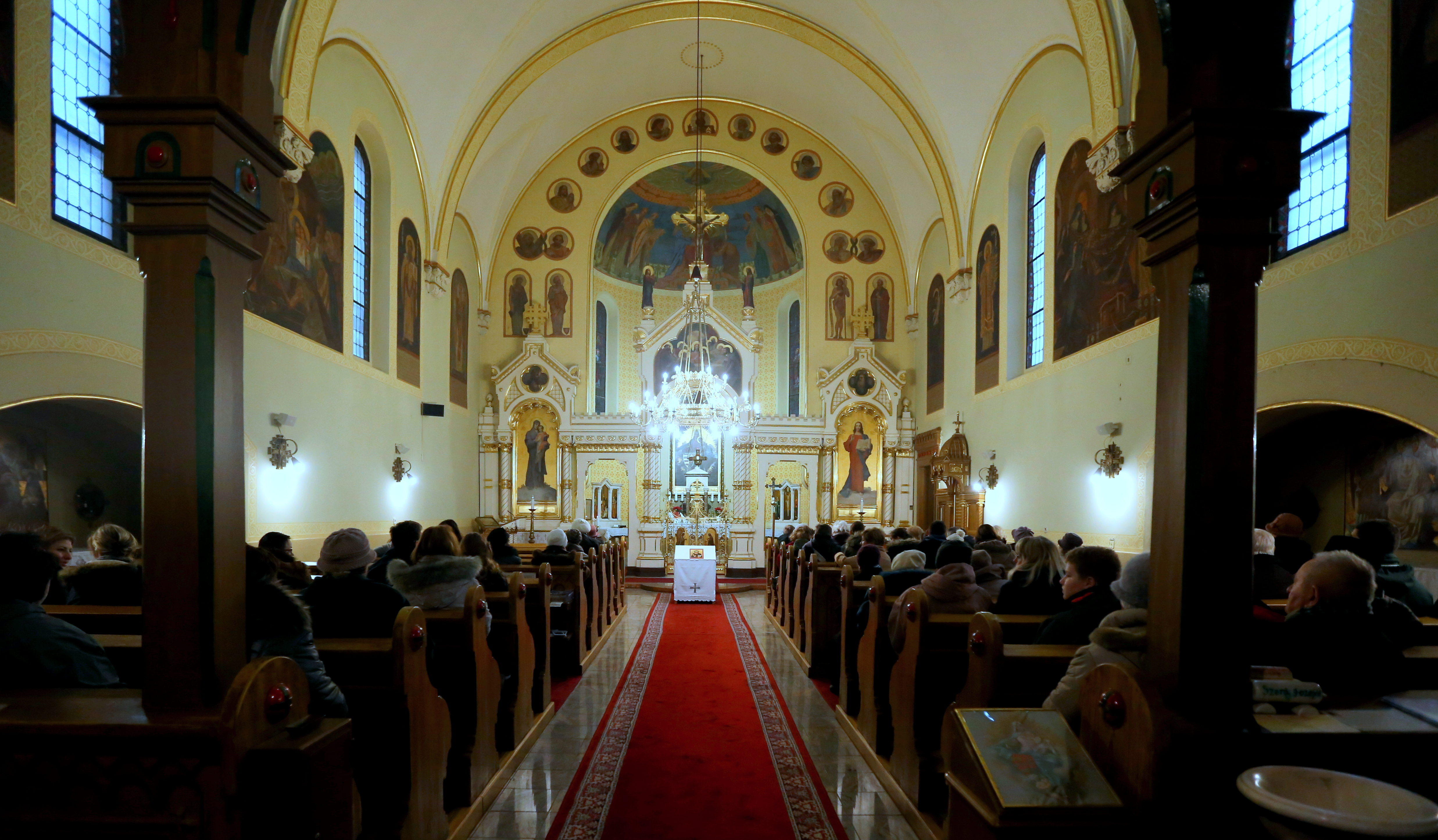
Belső tér
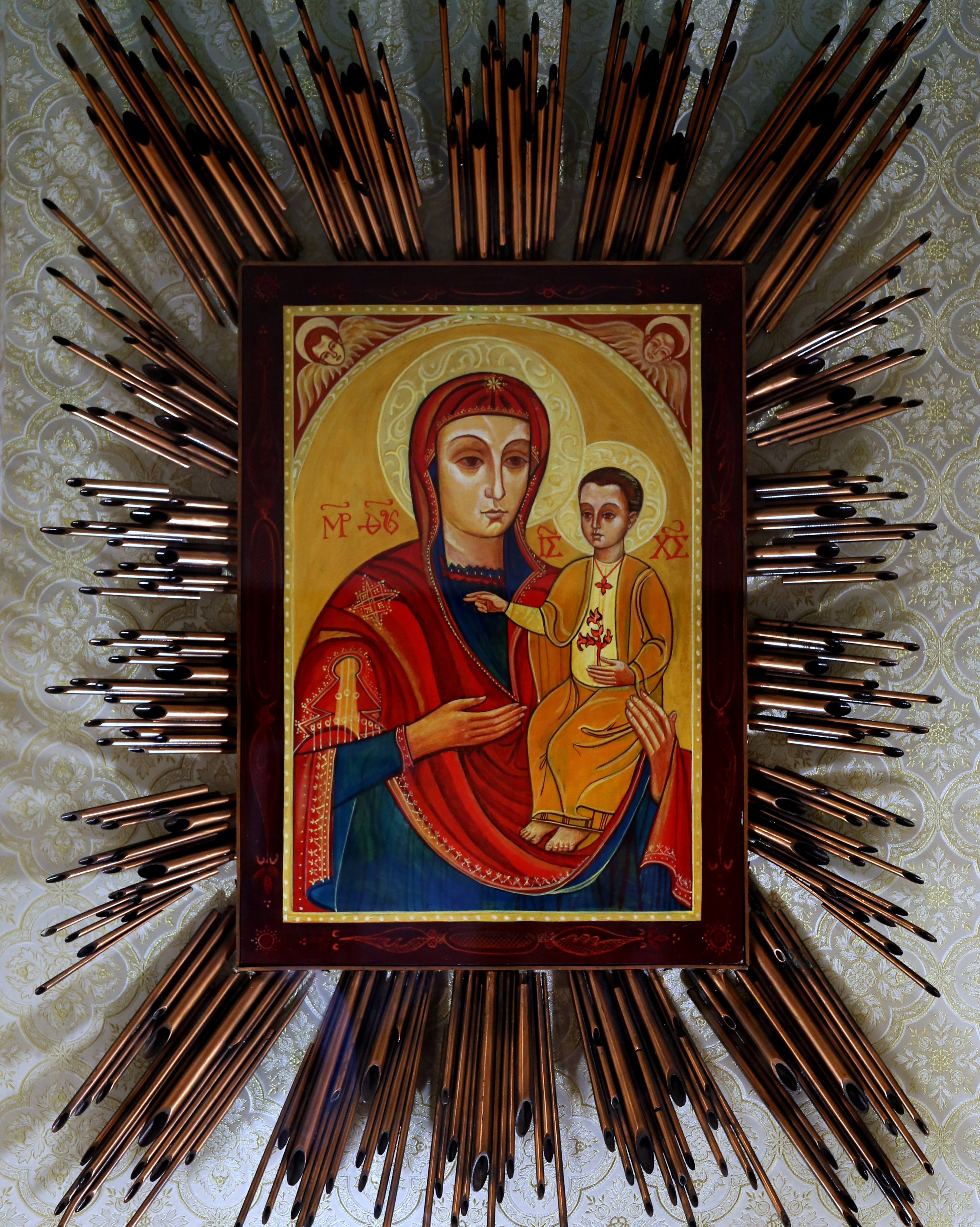
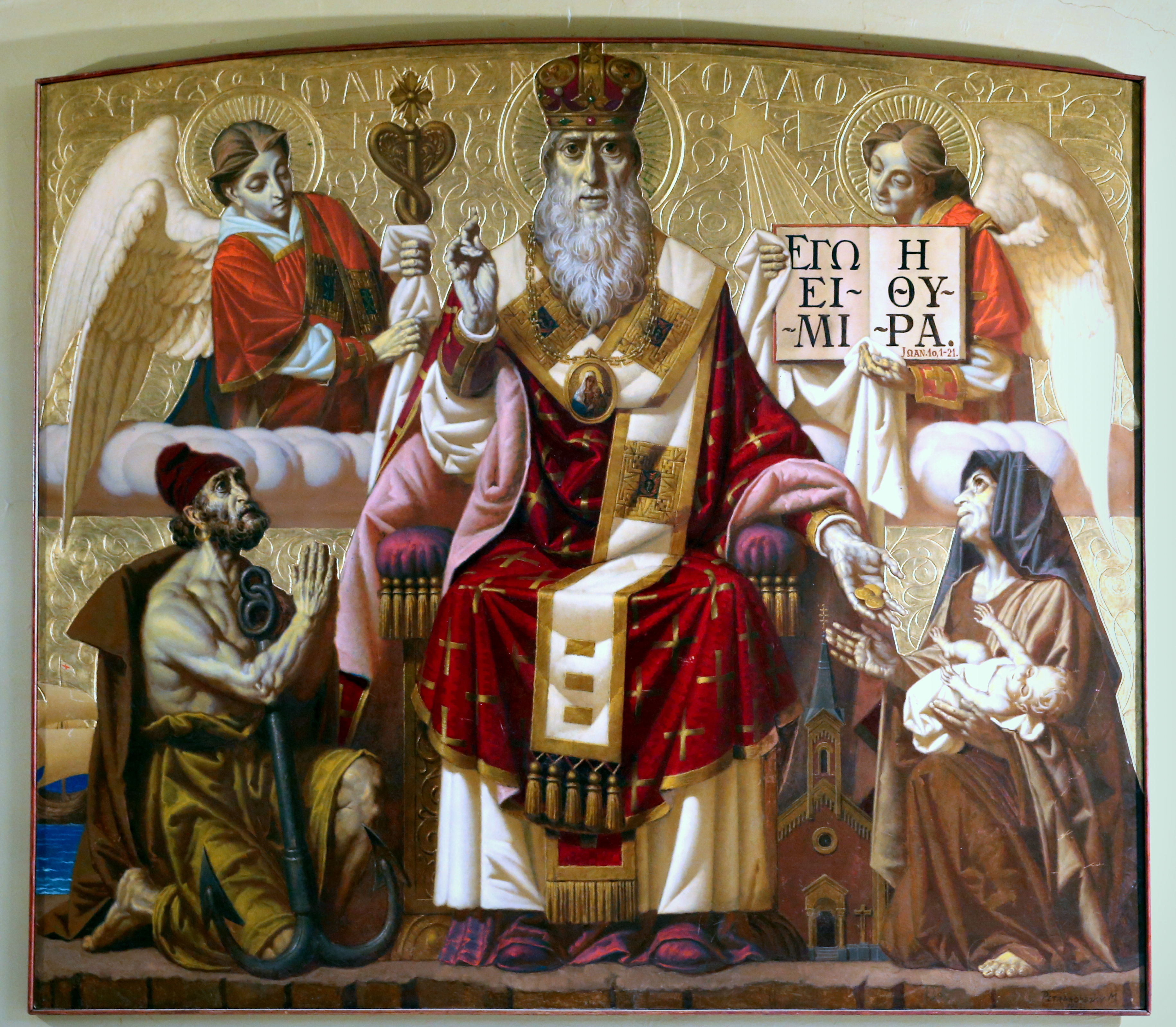
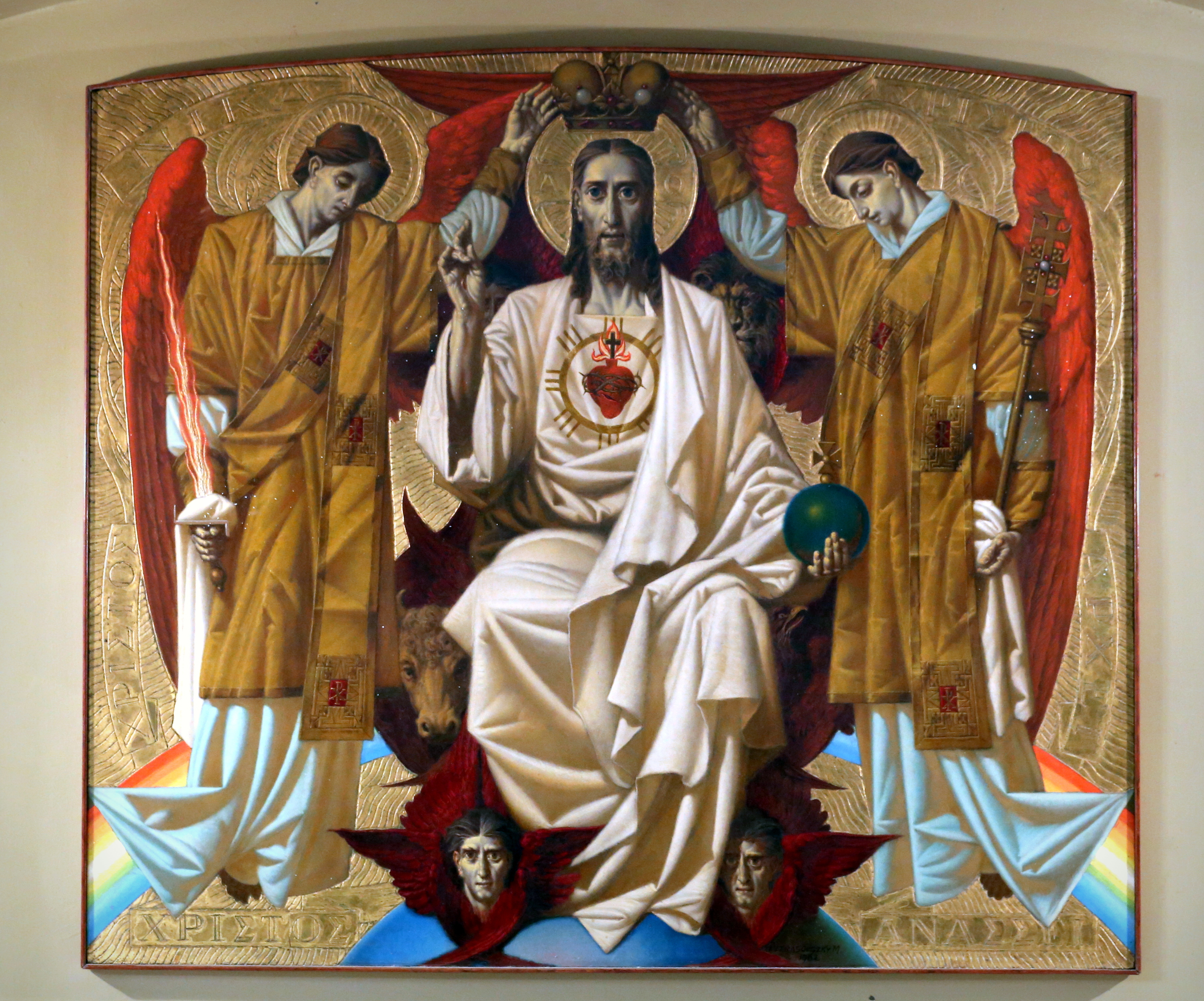
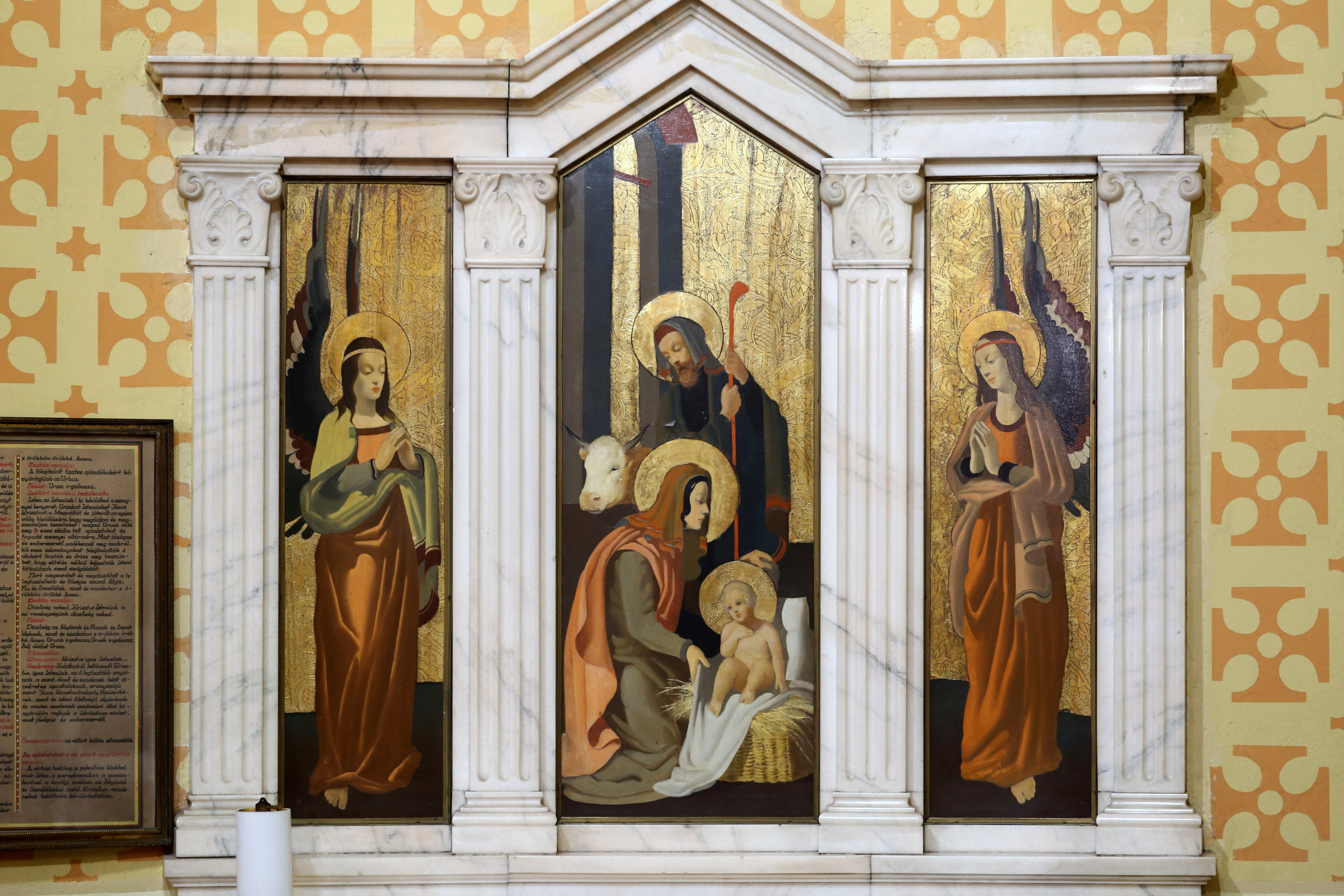
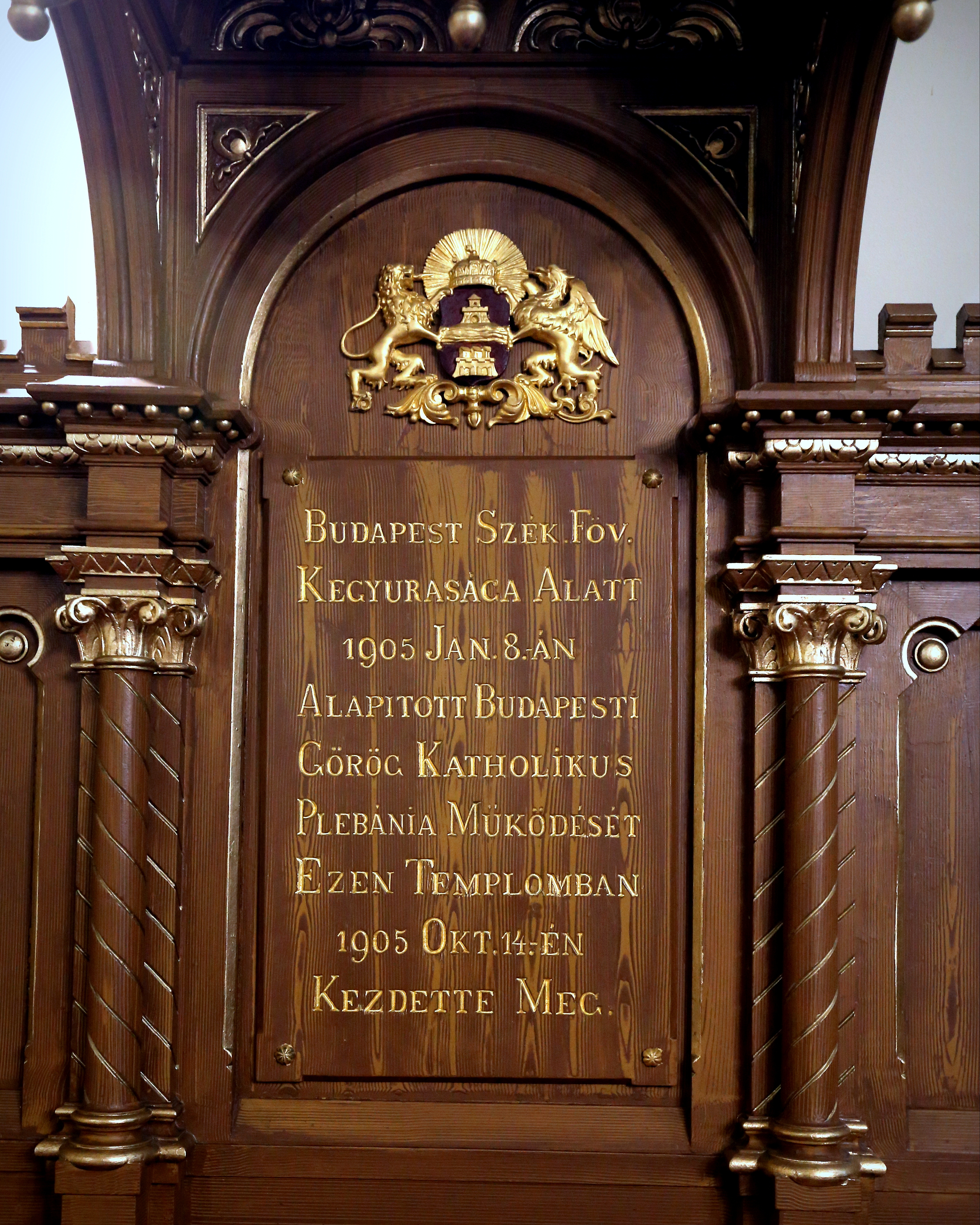
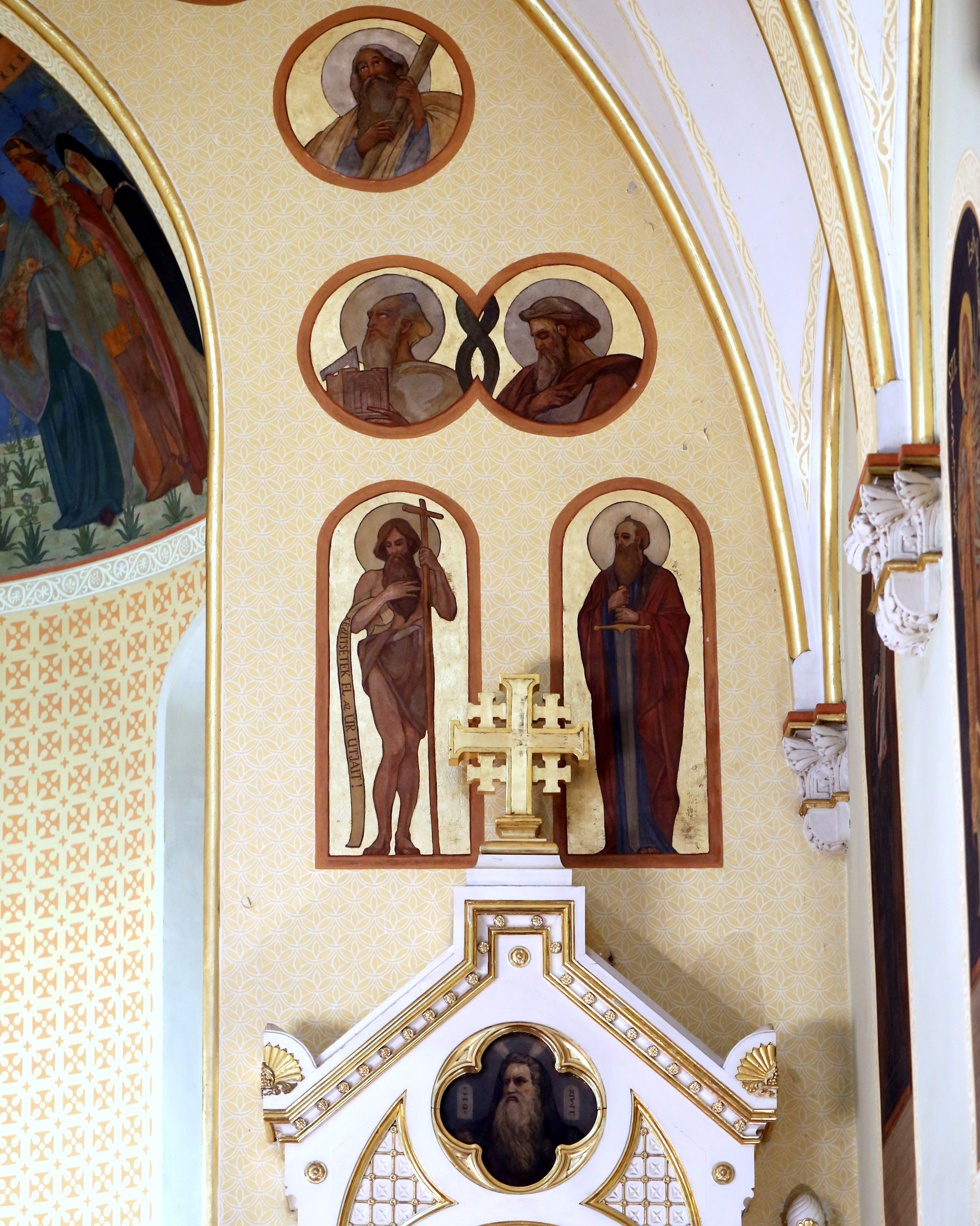
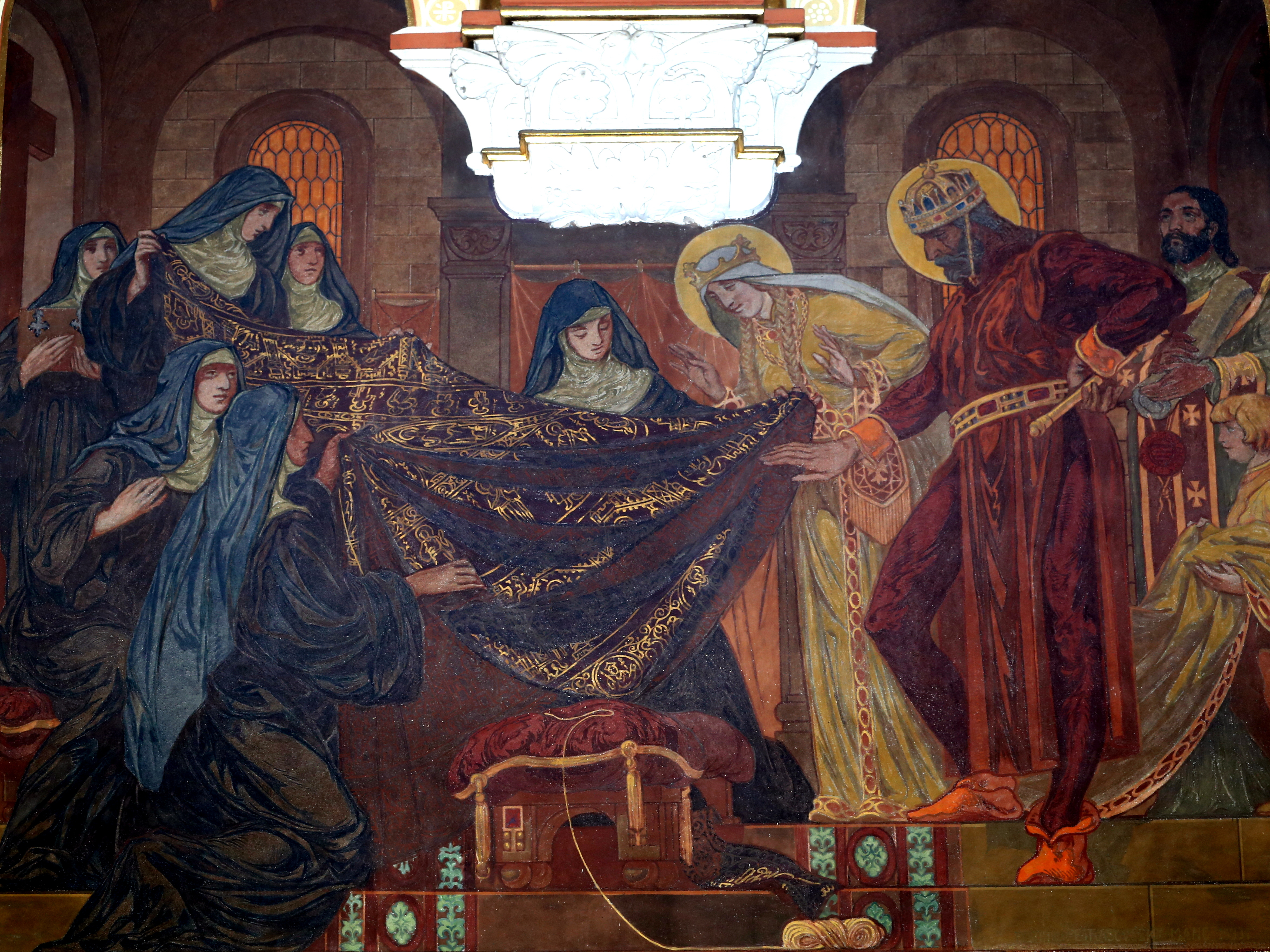